# Kesarjawalga, Bhalki
Kesarjawalga là một làng thuộc tehsil Bhalki, huyện Bidar, bang Karnataka, Ấn Độ.